# Joson Inmingun
Joson Inmingun (tiếng Hàn Quốc: 조선인민군, Quân đội Nhân dân Triều Tiên) là tờ báo của Quân đội Nhân dân Triều Tiên. Nó được xuất bản lần đầu tiên vào ngày 10 tháng 7 năm 1948.